# Diecéze famagustská

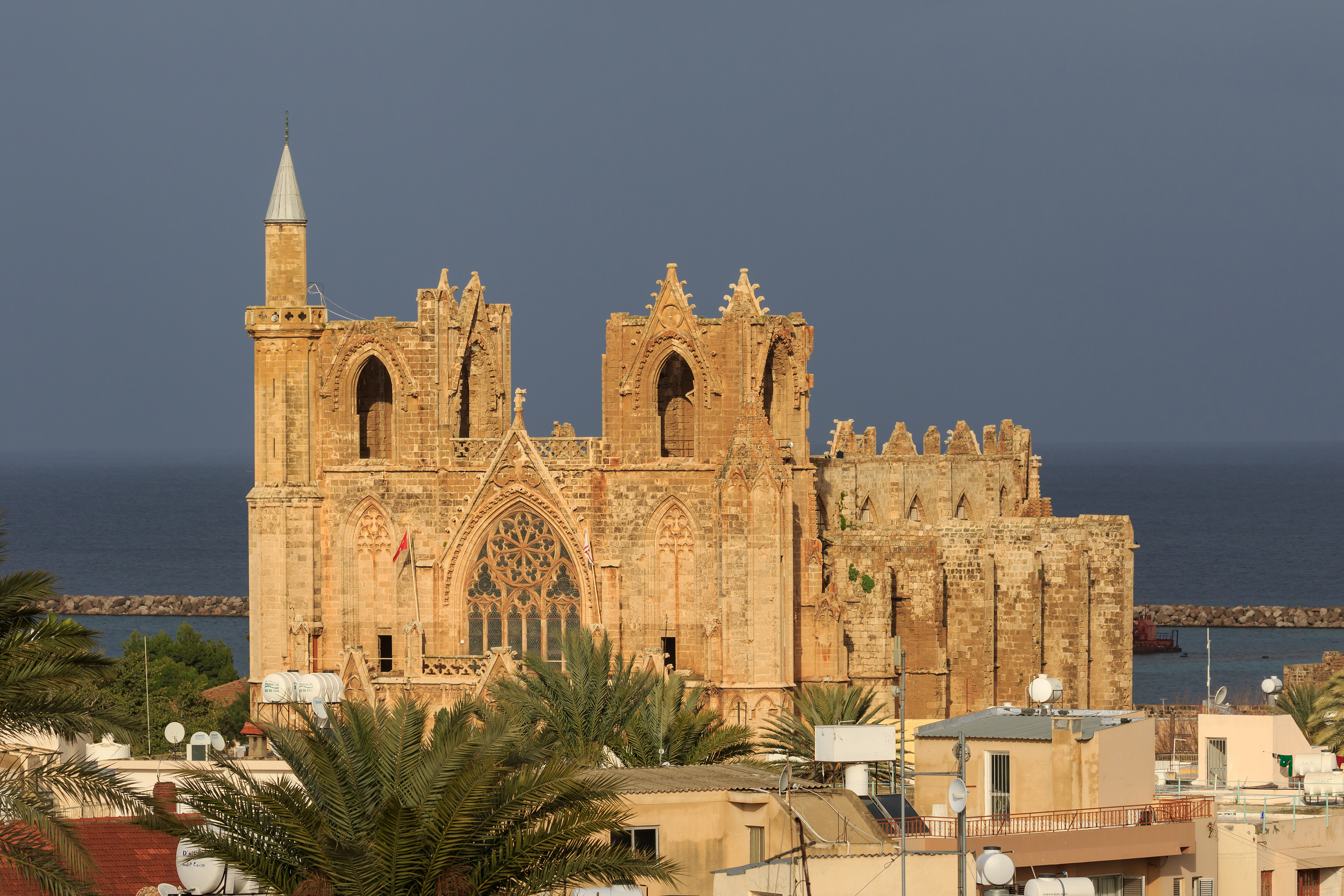
Diecéze famagustská

Diecéze famagustská (latinsky Dioecesis Famagustana) byla diecéze římskokatolické církve na Kypru, která zanikla po vpádu Turků v polovině 16. století. Poté byla přeměněna na titulární biskupství.

## Historie
Diecéze byla založena během křížových výprav před rokem 1211. Fungovala pak až do roku 1571, kdy byl Kypr dobyt Turky a katolické kostely byly přeměněny na mešity.

### Sídelní biskupové famagustští
- Cesario d'Alagno (před 1211 – 1221, jmenován arcibiskupem v Salernu)
- A. (zmíněn roku 1231)
- Vasco, OFM (25. srpna 1265 – 17. září 1267, jmenován biskupem v Guardě)
- Bertrando (1. září 1268 – ?)
- Giovanni (? – asi 1278)
- Pagano (6. dubna 1278 – ?)
- Guglielmo
- Matteo (před 1286 – ?)
- Bernardo OSB, administrátor (5. září 1291 – ?)
- Mancello OP (zmíněn roku 1295)
- Guido (1298 – ? )
- Baldovino (? – asi 1328)
- Marco OP (14. října 1328 – 1346)
- Iterio de Nabinallis OFM (1346 – ?)
- Leodegario (14. srpna 1348 – ?)
- Arnaud (17. prosince 1365 – 1379)
- Francesco Rafardi OFM (1379 – 1380)
- Giacomo (28. květen 1380 – ?)
- Goffredo (1384 – ?)
- Rainaldo
- Bertrando d'Alagno (12. října 1390 – 1391)
- Raffaele (12. října 1390 – ?)
- Luchino (2. října 1395 – ?)
- Luciano Lercaro (3. srpna 1403 – 26. září 1407)
- Pietro OFM (4. září 1409 – ?)
- Giovanni di Montenegro OFM (26. května 1412 – ?)
- Gioachino Torselli OSM (14. května 1414 – ?)
- Nicola di Tenda OP (20. prosince 1417 – ?)
- Giacomo Guastandenghi OP (1441 – ?)
- Giovanni OSB (23. květen 1442 – ?)
- Agostino OCist (11. května 1450 – ?)
- Domenico Michiel OP (1455 – ?)
- Pietro, OCarm. (11. května 1472 – ?)
- Francesco de Pernisiis de Saona OFM (31. března 1473 – ?)
- Pietro Milite (1477 – ?)
- Francesco Marcelli (1481 – 22. října 1488)
- Alvise Cippico (22. října 1488 – 11. prosince 1503, jmenován arcibiskupem v Zaře)
- Marco Cornaro, administrátor (11. prosince 1503 – 1504)
- Mattia Ugoni (1504 – asi 1530)
- Gianfrancesco Ugoni (1530 – 1535)
- Filippo Bon (29. října 1543 – ?)
- Vittore de Franceschi (1552 – ?)
- Gerolamo Ragazzoni (? – 10. prosince 1572)

### Titulární biskupství
Po vpádu Turků přestalo sídelní biskupství existovat a namísto toho bylo přeměněno na titulární biskupství, které existuje dodnes, ovšem v současnosti není obsazené.

### Titulární biskupové famagustští
- Alberto Valier (1591 – května 1606, jmenován biskupem ve Veroně)
- Pietro Valier (18. května 1611 – 18. května 1620, jmenován arcibiskupem na Krétě)
- Germanico Mantica (17. srpna 1620 – 21. února 1633, jmenován biskupem v Adrii)
- Vittore Capello CRS (1633 – ?)
- Gerolamo Gradenigo (1654 – 18. dubna 1655, stal se patriarchou Aquileie)
- Giacomo Vianoli (1656 – 1673)
- Vincenzo Bonifacio (1674 – 1706)
- Sergio Pola (19. července 1706 – 8. února 1748)
- Giovanni Francesco Mora CO (19. února 1748 – 2. října 1758, jmenován biskupem vAdrii)
- Alvise Maria Gabrieli (2. října 1758 – 7. dubna 1761)
- Alessandro Papafava (6. dubna 1761 – 1770)
- Francesco Condulmer (28. května 1770 – 1785)
- Giovanni Baptista Santonini (1785 – 1795)
- Giovanni Martino Bernardoni Baccolo (1795 – 12. října 1823)
- Guglielmo Zerbi, CRL (1825 – 1841)[1]
- Federico Manfredini (1842 – 1857, jmenován biskupem v Padově)
- Carlo Caccia Dominioni (3. srpna 1857 – 6. října 1866)
- Biagio Pisani (29. listopadu 1895 – 23. dubna 1897)
- Angelo Maria Meraviglia Mantegazza (24. dubna 1897 – ?)
- Giovanni Mauri (14. listopadu 1904 – 13. listopadu 1936)
- Paolo Castiglioni (1937 – 1943)
- Ettore Castelli (1943 – 3. května 1945)
- Domenico Bernareggi (1945 – 1962)
- Giuseppe Schiavini (1963 – 1. dubna 1974)